# Szkoła Podstawowa im. Ks. Infułata Władysława Sarnika w Jakubicach
Szkoła Podstawowa im. Ks. Infułata Władysława Sarnika w Jakubicach – szkoła podstawowa w Jakubicach.

## Historia
W 1916 roku mieszkańcy Jakubic i Baszkowa zorganizowali szkołę z tajnym nauczaniem w domu prywatnym, której nauczycielem został Józef Melka. W 1918 roku zorganizowano szkołę legalnie za zgodą władz niemieckich. W 1923 roku przybyła nauczycielka Maria Groblewska. W 1925 roku podjęto decyzję o budowie szkoły, którą po trzech latach oddano do użytku.
W 1984 roku podjęto decyzję o rozbudowie szkoły, a w 1997 roku oddano ją do użytku. Następnie jeszcze w tym roku rozebrano starą szkołę i rozpoczęto budowę drugiej części, którą oddano do użytku 29 sierpnia 1999 roku.
14 października 2011 roku szkole nadano imię ks. Infułata Władysława Sarnika, który w latach 1952–1992 był proboszczem w Sanktuarium Matki Bożej Księżnej Sieradzkiej w Charłupi Małej.

## Znani absolwenci
- Marcin Maciejczak – piosenkarz (22 lutego 2020 roku wygrał trzecią edycję The Voice Kids)[3].